# Viktoria của Phổ
Viktoria của Phổ (Friederike Amalia Wilhelmine Viktoria; 12 tháng 4 năm 1866 – 13 tháng 11 năm 1929) là con gái thứ hai của Hoàng đế Friedrich III của Đức và Victoria Adelaide của Liên hiệp Anh, Vương nữ Vương thất, con gái lớn của Victoria I của Liên hiệp Anh và Albrecht xứ Sachsen-Coburg và Gotha. Là một thành viên của Vương tộc Hohenzollern, Viktoria trở thành Thân vương tử phi Adolf xứ Schaumburg-Lippe sau cuộc hôn nhân đầu tiên vào năm 1890.
Được mẹ nuôi dưỡng trong một môi trường gần gũi, tự do và thân Anh, Viktoria đã yêu Aleksander I của Bulgaria, nhưng mối quan hệ không thành vì vấp phải sự phản đối lớn. Sau khi kết thúc mối quan hệ tình cảm với Alexander, Viktoria mắc chứng rối loạn ăn uống và không tìm được một người chồng phù hợp. Sau cùng Viktoria kết hôn với Adolf Wilhelm Viktor xứ Schaumburg-Lippe. Adolf qua đời trong Chiến tranh thế giới thứ nhất, hai năm trước khi Đế quốc Đức tàn lụi. Năm 1927, Viktoria gây ra bê bối khi kết hôn với một sinh viên đại học kém mình 35 tuổi. Viktoria qua đời ở tuổi 63 tại Bonn.

## Những năm đầu đời

### Chào đời và rửa tội
Viktoria sinh ngày 12 tháng 4 năm 1866 tại Cung điện Mới ở Potsdam, là con gái thứ hai và là con thứ năm của Thái tử Friedrich Wilhelm và Thái tử phi Victoria của Phổ. Cha của Viktoria là con trai duy nhất của  Quốc vương Wilhelm I của Phổ và Augusta của Sachsen-Weimar-Eisenach. Mẹ của Viktoria là Victoria ("Vicky"), là con cả của Nữ vương Victoria I của Liên hiệp Anh và Albrecht xứ Sachsen-Coburg và Gotha. Vương tôn nữ được rửa tội tại Cung điện Mới và được đặt tên là Friederike Amalia Wilhelmine Viktoria. Trong gia đình, Viktoria được gọi là Moretta hay "Vicky bé nhỏ" (little Vicky).
Trước việc người cháu gái mới sinh được gọi theo tên mình, Nữ vương Victoria đã viết thư cho con gái rằng:
| “ | "I am much pleased & touched that the dear, new baby (& long may she remain the Baby!) is to be called after me," Victoria wrote Vicky, "as I cannot deny that it pained me very much that 4 children were born without one being called after either of your parents. However I know that you could not help that." | ” |

| “ | "Mẹ rất vui và cảm động khi đứa trẻ mới sinh dấu yêu được gọi theo tên mẹ," Victoria viết cho Vicky, "vì mẹ không thể phủ nhận rằng mẹ rất đau lòng khi bốn đứa con đầu của con không được gọi theo tên của mẹ hay cha con. Nhưng mẹ biết rằng con chẳng làm được gì hơn." | ” |

### Anh trai Sigismund qua đời

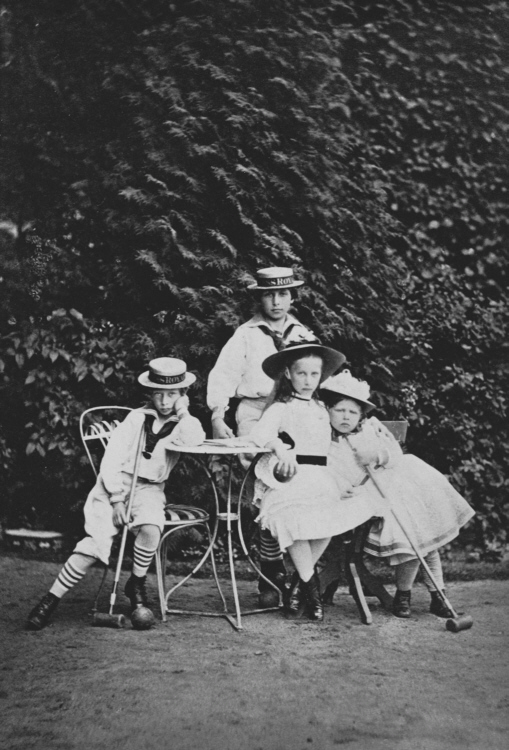
Viktoria cùng anh trai lớn WIlhelm, chị gái lớn Charlotte và anh thứ Heinrich vào tháng 8 năm 1870.

Hai tháng sau khi Viktoria chào đời, vào ngày 18 tháng 6 năm 1866, người anh trai 21 tháng tuổi của Vương tôn nữ là Sigismund đã qua đời vì bệnh viêm màng não. Sigismund đã không thể tiếp nhận được điều trị y tế tố nhất vì bác sĩ Wegner và đồng nghiệp đã theo quân đội ra tiền tuyến. Ngày 19 tháng 6, Thái tử phi Victoria đã viết cho mẹ rằng:
| “ | "...I wish you to know all, you are so kind, darling Mama, that you will wish to hear all about the last terrible days, I cannot describe them. I am claim now, for Fritz's sake and my little ones', but oh how bitter is this cup..." | ” |

| “ | "...Con ước chi mẹ biết những cảm xúc con đang phải chịu đựng, mẹ thật tốt, Mẹ yêu của con, khi mẹ mong được nghe về những ngày tồi tệ vừa qua của con, và con không thể diễn tả cho trọn. Con hiện đã ổn, vì Fritz và vì những đứa con bé bỏng của con, nhưng ôi sao chén con mà con phải uống sao đắng quá..." | ” |

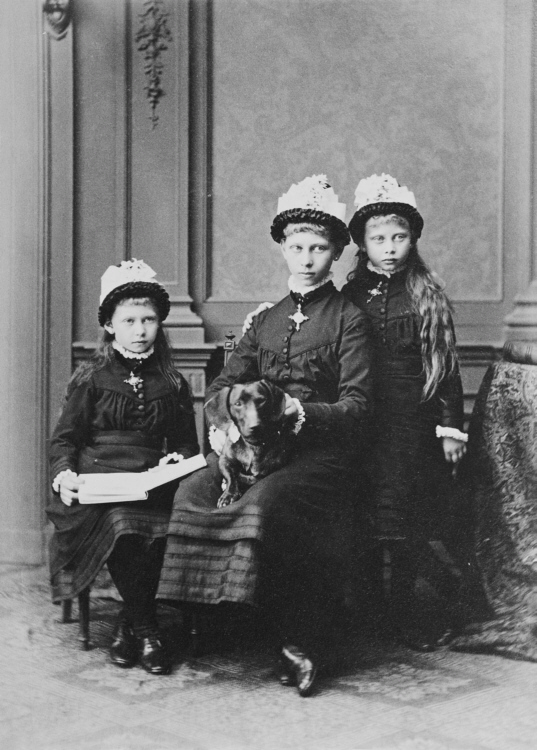
Viktoria và các em gái, Sophie (trái) và Margarethe (phải).

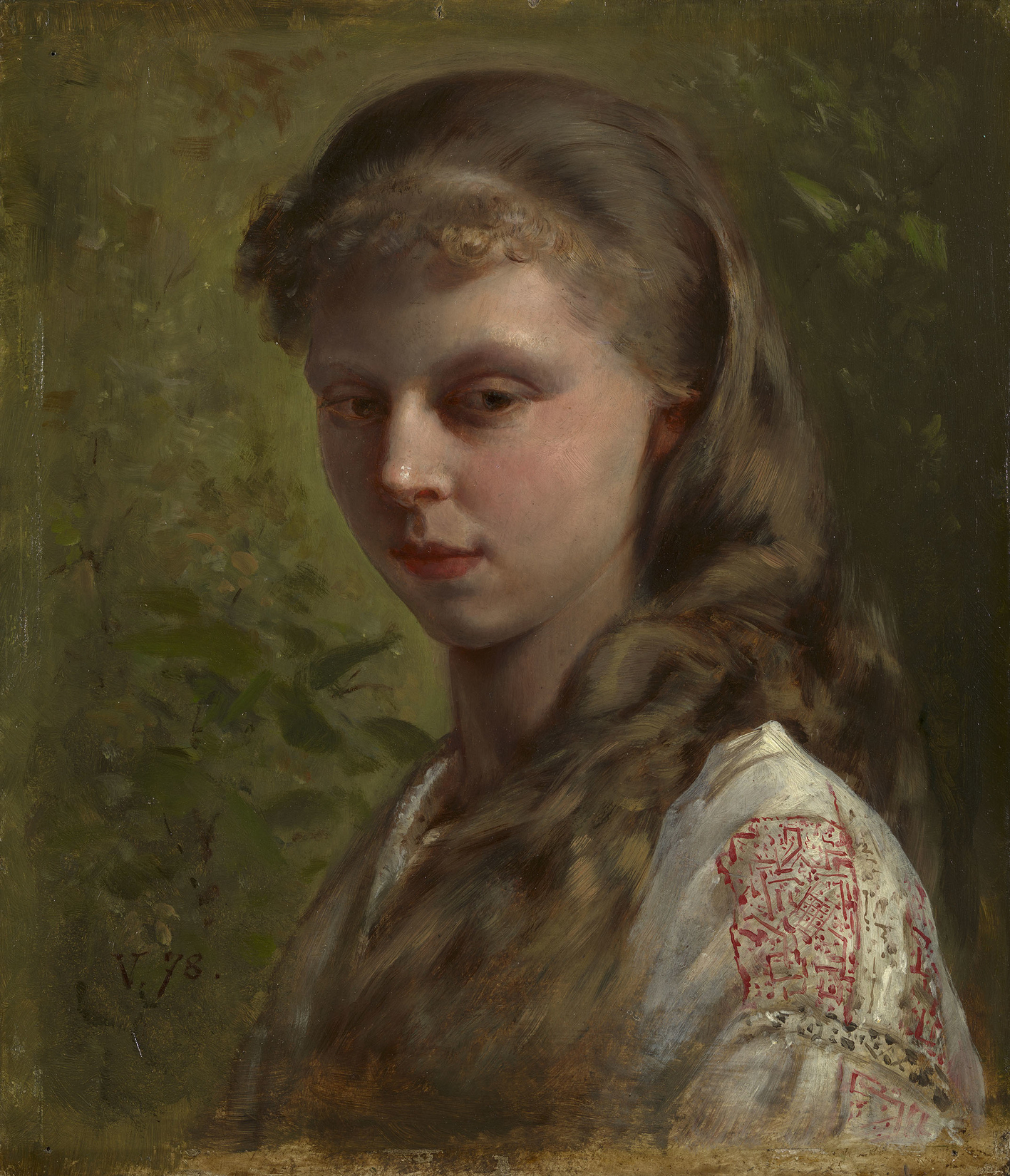
Viktoria của Phổ năm 1878.

Sau sự kiện này, mẹ của Viktoria đã quyết định tự mình nuôi dạy những người con út, thay vì giao chúng cho các gia sư và phó mẫu chăm sóc như với những đứa con lớn Wilhelm, Charlotte và Heinrich. Vì lý do này, Viktoria và ba người em Waldemar, Sophie và Margarethe gần gũi với cha mẹ hơn rất nhiều. Năm 1879, Vương tôn Waldemar, khi ấy được 11 tuổi đã qua đời vì bệnh bạch hầu. Sự kiện bi thảm đó đã khiến ba chị em càng xích lại gần nhau hơn. Viktoria và các anh chị em sống tại hai dinh thự chính là Cung điện Mới ở Potsdam và Kronprinzenpalais ở Berlin. Năm 1871, ông nội của Viktoria là Wilhelm I trở thành Hoàng đế Đức, còn cha mẹ của Viktoria trở thành Hoàng thái tử và Hoàng thái tử của Đế chế Đức thống nhất. Tuy nhiên, cặp vợ chồng đã nuôi dạy con cái của họ tránh xa triều đình Berlin, một nơi thù ghét Friedrich Wilhelm và Victoria cũng như là niềm tin vào chủ nghĩa tự do của họ. Cặp đôi hy vọng sẽ truyền lại tư tưởng này cho con cái thông qua một hệ thống giáo dục tương tự như cha của Vicky là Albrecht xứ Sachsen-Coburg và Gotha đã tạo ra. Phần lớn việc chăm sóc và giáo dục thời thơ ấu của Viktoria được dựa trên sự nuôi dạy của Vicky ở Anh, Viktoria và các em được trông coi bởi các bảo mẫu người Anh và đã có nhiều chuyến đi thăm gia đình ở Anh. Lớn lên trong một môi trường gần gũi, ít nghiêm khắc hơn so với thời thơ ấu của các anh chị, Viktoria là một người con năng động và nhiệt tình. Vương tôn nữ thường tham gia các lớp học khiêu vũ hàng tuần và thích cưỡi ngựa Shetland, một món quà mà Nữ vương Victoria tặng cho cháu ngoại. Viktoria cũng thích làm vườn và nấu ăn, và theo gợi ý của mẹ, Vương tôn nữ đã đến nhà bếp của cung điện để học, mặc dù được nuôi dạy theo phong cách của bậc vương giả nên Viktoria có hiểu biết rất ít về công việc bếp núc.

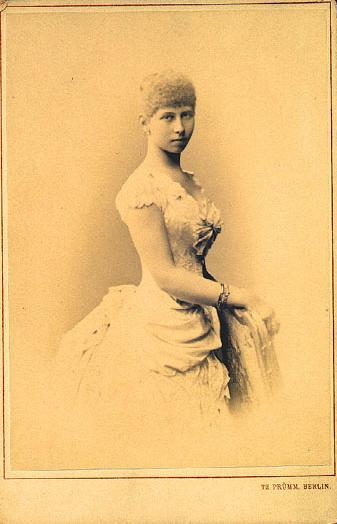
Một bức chân dung của Viktoria của Phổ.

## Những năm đầu tuổi thành niên

### Alexander xứ Battenberg
Năm 1881, Aleksandr I của Bulgaria, sinh ra là Thân vương tử Alexander xứ Battenberg, trở thành quân chủ của Thân vương quốc Bulgaria từ năm 1879, đã đến thăm triều đình Phổ theo yêu cầu của mẹ Viktoria. Khi Vương nữ Vương thất Victoria và Nữ vương Victoria tiến cử Aleksandr như một đối tượng kết hôn phù hợp, Vương tôn nữ Viktoria 16 tuổi cũng thuận theo ý của mẹ và bà ngoại và vào thời điểm Sandro đến thăm Phổ vào mùa xuân năm sau, Vương tôn nữ đã đem lòng yêu chàng thân vương điển trai.
Mặc dù cha mẹ Viktora muốn hai người kết hôn nhưng phần lớn gia đình bên Phổ của Viktoria phản đối mối hôn sự này. Anh chị của Viktoria, ông bà nội là Hoàng đế Wilhelm I và Hoàng hậu Augusta, và thủ tướng Đức Otto von Bismarck đều phản đối cuộc hôn nhân. Những hành động của Aleksandr I ở Bulgaria đã khiến Sa hoàng Nga chướng mắt, và nếu Viktoria kết hôn với Aleksandr thì sẽ khiến Hoàng đế Aleksandr III phật lòng, mặc dù Aleksandr I của Bulgaria và Aleksandr III của Nga là anh em họ. Hơn nữa, Aleksandr được sinh ra từ một cuộc hôn nhân không đăng đối, và địa vị của Aleksandr I với tư cách là Thân vương Bulgaria không được ổn định; Aleksandr I cũng được hưởng lợi nhiều hơn thông qua việc kết hôn với con gái của Hoàng đế Đức tương lai. Việc bị ngăn cấm kết hôn khiến Viktoria vô cùng đau khổ. Ngày 30 tháng 4 năm 1884, khi người em họ là Victoria của Hessen và Rhein của Viktoria kết hôn với Louis xứ Battenberg, Viktoria đã giam mình khóc trong phòng vì sự bất công khi một người (Louis) được kết hôn mà không bị ngăn trở trong khi người còn lại (Alexander) bị ngăn cấm vì "mối quan hệ chính trị ngu ngốc", và khi dì của Viktoria là Beatrice của Liên hiệp Anh kết hôn với người em điển trai Heinrich xứ Battenberg (Liko) vào ngày 23 tháng 7 năm 1885  tại Osborne, Viktoria lại dành một ngày đau buồn vì nỗi bất hạnh của mình. Thái tử phi Vicky đã đổ lại cho con trai Wilhelm vì đã làm tổn thương em gái. Đến năm 1888, sự phản đối của Wilhelm I và Bismarck đã buộc Viktoria và cha mẹ phải từ bỏ mối hôn sự.

### Trầm cảm và những thay đổi trong cuộc sống

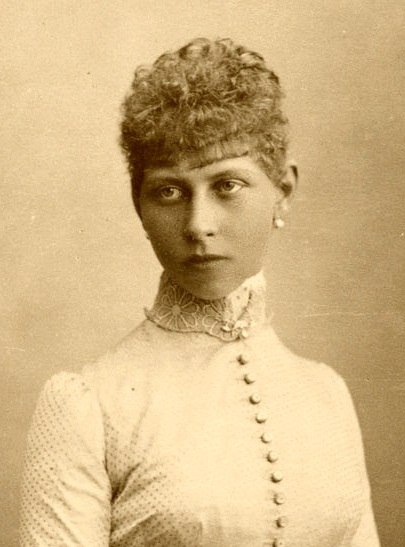
Viktoria của Phổ, năm 1885.

Khi Viktoria mất hết hy vọng vào việc kết hôn với Sandro, ông nội của Viktoria là Hoàng đế Wilhelm I và cha là Thái tử Friedrich Wilhelm đều đang ốm yếu, còn em gái Sophie đang chuẩn bị chuyển đến Athens để kết hôn với Thái tử Hy Lạp. Hoàng đế Wilhelm I qua đời vào ngày 9 tháng 3 năm 1888, Friedrich Wilhelm và Victoria trở thành tân đế và tân hậu. Tuy nhiên, Friedrich thì đang chết dần vì căn bệnh ung thư vòm họng và chỉ trị vì được 99 ngày trước khi qua đời vào ngày 15 tháng 6. Anh cả của Viktoria nghiễm nhiên kế vị với trị hiệu Wilhelm II. Mặc dù Friedrich đã yêu cầu trong di chúc rằng Wilhelm phải cho phép Viktoria kết hôn với Sandro, nhưng thay vào đó, Wilhelm II đã viết thư cho Sandro yêu cầu chấm dứt mối quan hệ của hai người. Sandro đã trả lại cho Viktoria tất cả những bức thư và quà tặng mà Hoàng nữ đã gửi tặng cho mình, đồng thời viết thư chia tay Viktoria. Viktoria, lúc này đã 22 tuổi, lo lắng rằng mình có thể trở thành một bà cô độc thân. Vốn không được coi là một người phụ nữ hấp dẫn - đặc biệt là ngay cả với chính Viktoria - Hoàng nữ đã cố gắng cải thiện ngoại hình của mình bằng cách ăn kiêng "điên cuồng" đến mức bỏ đói bản thân. Thái hậu Victoria đã viết cho Nữ vương Victoria vào năm 1889 để nhờ mẹ khuyên bảo con gái:
| “ | You would indeed make me most happy and do me the greatest favour, if you could induce Moretta not to be so foolish about her food! Her one craze is to be thinǃ She starves completely, touches no milk, no sugar, no bread, no sweets, no soup, no butter, nothing but a scrap piece of meat and apples, wh. is not enough! She will ruin her health and she has a fine strong constitution. She goes to Bed too late, and takes almost too much exercise, I have begged and prayed, ordered and threatened, all to no effect. She is quite fanatical on the subject! Her pretty figure is quite spoilt from being too thin!! | ” |

Mẹ sẽ khiến con trở thành người hạnh phúc nhất và ban cho con ân huệ lớn nhất, nếu mẹ có thể thuyết phục Moretta (Viktoria) đừng dại dột như thế nữa về thức ăn! Điều duy nhất con bé muốn là trở nên mảnh mai! Con bé hoàn toàn bỏ đói chính mình, không hề đụng đến sữa, đường, bánh mì, đồ ngọt, soup, bơ, không gì cả ngoại trừ một miếng thịt nhỏ và táo, như thế là không đủ! Con bé sẽ hủy hoại sức khỏe bản thân và con bé vốn có một cơ thể rất khỏe mạnh. Con bé đi ngủ quá muộn, tập thể dục quá nhiều, con đã năn nỉ và cầu nguyện, ra lệnh và đe dọa, nhưng đều vô ích. Con bé quá ám ảnh với việc trở nên thon gọn. Ngoại hình xinh đẹp của con bé đang bị hủy hoại vì trở nên quá ốm!!

Bị anh trai Wilhelm II đẩy ra khỏi vòng tròn xã hội Berlin, Viktoria sống với mẹ và em gái Margarethe tại Cung điện Friedrichshof ở Hessen. Vicky đã gửi con gái đến Anh để hồi phục và có thời gian dành cho những người họ hàng ở Anh của Viktoria.

### Những ứng cử viên hôn nhân
Sau khi kế hoạch kết hôn với Sandro của Viktoria bất thành, Hoàng hậu Friedrich và bà ngoại, Nữ vương Victoria, cùng với sự giúp đỡ của Công tước phu nhân xứ Edinburgh và Thân vương phi xứ Leiningen, tìm kiếm những ứng cử viên phù hợp để kết hôn với Viktoria. Dù không được cho là quá hấp dẫn nhưng Viktoria được miêu tả là có "sức quyến rũ vô cùng". Tuy nhiên Vương tử Carl của Thụy Điển, Công tước xứ Västergötland, đã "từ chối cân nhắc việc kết hôn với Viktoria"; điều này đã khiến tình trạng rối loạn ăn uống của Viktoria trở nên tồi tệ hơn. Năm 1889, Đại vương công Aleksandr Mikhaylovich của Nga được ngỏ ý kết hôn với Viktoria nhưng đã từ chối; anh họ của Aleksandr à Đại vương công Pyotr Nikolayevich của Nga cũng được xem xét là một đối tượng tiềm năng. Một ứng cử viên khác là Ernst, Thân vương tương lai xứ Hohenlohe-Langenburg; Ernst sau đó kết hôn với em họ của Viktoria là Alexandra của Sachsen-Coburg và Gotha. Otto von Bismarck đề xuất Thái tử Carlos của Bồ Đào Nha nhưng Viktoria từ chối cải đạo sang Công giáo. Ngay cả những người thuộc giới commoner cũng được đề xuất cho Viktoria: Thuyền trưởng người Anh Hon. Maurice Bourke, con trai thứ của Richard Bourke, Bá tước thứ 6 xứ Mayo, được Nữ vương Victoria ngỏ lời hỏi cưới và Maurice Bourke đã được xem xét nghiêm túc. Khi chị gái của Viktoria là Charlotte bắt đầu bàn tán về đời sống tình cảm của em gái tại triều đình, Viktoria tin chắc rằng mình sẽ không bao giờ kết hôn và nói với bà ngoại rằng bản thân không còn quan tâm đến hôn nhân nữa.

## Cuộc hôn nhân đầu tiên và cuộc sống trưởng thành

### Lễ đính hôn và đám cưới
Tháng 6 năm 1890, Viktoria, cùng với mẹ và em gái Margarethe đến thăm chị họ Marie xứ Nassau, Thái Vương phi xứ Wied. Trong số những vị khách khác có Thân vương tử Adolf xứ Schaumburg-Lippe, con trai thứ của Adolf I xứ Schaumburg-Lippe. Adolf và Viktoria đã dành thời gian bên nhau và trong chuyến viếng thăm, Adolf đã cầu hôn Viktoria vào ngày 11 tháng 6. Thái hậu Victoria đã từng nhìn nhận Adolf là một ứng cử viên tiềm năng, nhưng lại thấy Adolf không xứng đáng với con gái; Victoria thậm chí đã khóc khi biết tin con gái và Adolf đã đính hôn. Mặc dù Viktoria đã chia sẻ trong hồi ký của mình rằng bản thân đã yêu Adolf từ cái nhìn đầu tiên, nhưng Viktoria lại viết cho mẹ mình rằng mình chỉ cưới Adolf vì "nỗi tuyệt vọng vì nỗi sợ đơn côi vì không có ai kề bên". Khi Nữ vương Victoria đến gặp mặt Adolf, nữ vương đã chấp nhận Thân vương tử, nhưng cả nữ vương Victoria và con gái là Thái hậu Victoria đều không tin rằng Viktoria hoàn toàn hạnh phúc với Adolf. Hơn nữa, Adolf chỉ mang kính ngữ Serene Highness (tạm dịch: Điện hạ Cao trọng), trong khi Viktoria lại có kính xưng bậc cao hơn nhiều là Royal Highness (Vương thân Điện hạ) và còn là một Hoàng nữ. Thái hậu Victoria có phần hy vọng Wilhelm II sẽ phản đối mối hôn sự nhưng Hoàng đế đã cho phép Viktoria và Adolf kết hôn một cách dễ dàng. Ngay cả khi cách tháng trước đám cưới, Viktoria vẫn còn vẻ u sầu.

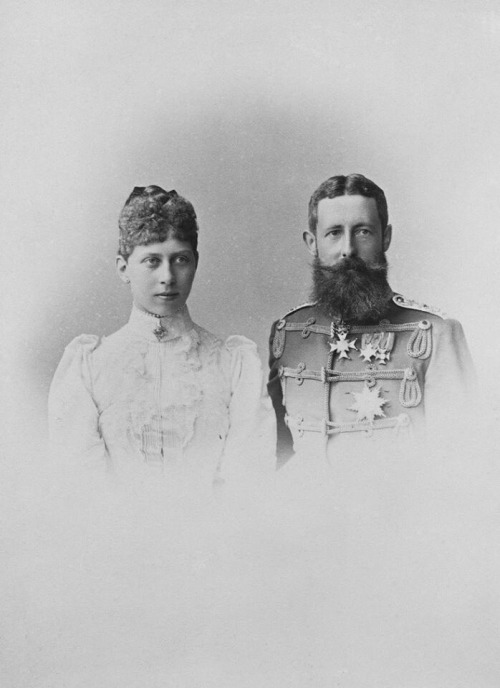
Ảnh đính hôn của Viktoria của Phổ và Adolf Wilhelm Viktor xứ Schaumburg-Lippe.

Tiệc mừng lễ cưới được bắt đầu hai ngày trước buổi lễ. Quan khách và gia đình hai bên đã đến dự buổi biểu diễn opera và ngày hôm sau mẹ của Viktoria đã tổ chức một bữa tiệc để chiêu đãi khách khứa. Viktoria và Adolf kết hôn vào ngày 19 tháng 11 năm 1890 trong một buổi lễ theo nghi thức của Giáo hội Luther tại nhà nguyện của Cung điện Alte ở Berlin. Phía gia đình của Viktoria bao gồm gần 60 vị khách và tiệc cưới cũng được tổ chức với quy mô lớn. Anh trai của Viktoria, Wilhelm II đã nâng cốc chúc mừng cặp đôi. Viktoria mặc một chiếc váy cưới bằng "satin màu kem, thêu hoa văn nổi và  được cắt tỉa với hoa hồng dại và chỉ bạc," và một tấm màn che mặt "bằng vải tuyn đan xen với chỉ bạc và ở trên cùng là một vòng hoa cam và hoa sim." Buổi lễ cưới của Viktoria và Adolf đã bị rút ngắn nghi thức, thay vì là những nghi lễ kéo dài thường thấy trong đám cưới của Hoàng tộc Hohenzollern. Không chỉ là vì địa vị của Adolf không đủ tương xứng với Viktoria mà còn vì Hoàng hậu Auguste Viktoria đã mang thai. Đám cưới không có nhảy điệu Fackeltanz hay điệu torghlight.
Sau đám cưới, Viktoria và Adolf đã có một kì trăng mật dài ở Ai Cập và Hy Lạp. Một vài tuần sau đó, Thái hậu Victoria đã nhận được điện tín của con gái Sophie rằng vợ chồng Viktoria đã đến Athens nhưng chỉ "ở lại vài giờ" trước khi nhanh chóng trở về Đức vì Viktoria đã bị sẩy thai. Kễ từ đó, Hoàng nữ cũng không hoài thai lần nào nữa. Viktoria và Adolf đã có một cuộc hôn nhân êm ấm và hai bên đều tôn trọng nhau. Tuy nhiên, Viktoria không yêu chồng, và trong những năm sau này của cuộc hôn nhân, Hoàng nữ đã tính đến việc ly hôn với Adolf để cưới một trong những người cháu của Adolf. Adolf qua đời vào năm 1916.

### Adolf Wilhelm Viktor xứ Schaumburg-Lippe
Adolf đã mua từ một nhà sản xuất vải một cung điện theo kiến trúc tân cổ điển mà sau này được gọi là Palais Schaumburg ở Bonn. Viktoria thường ở đó một mình vì Adolf bận rộn với nhiệm vụ quân sự. Viktoria sống lặng lẽ ở Bonn và thường đến thăm các thành viên trong địa gia đình của mình. Trước sự vắng mặt thường xu Viktoria đã hình thành nên một vài sở thích như trang trí nhà ở. Adolf đã lắp đặt các sân tennis tại nhà của theo yêu cầu của Viktoria và khuyến khích vợ làm vườn. Tuy nhiên, ngay sau đó Viktoria thừa nhận bản thân cảm thấy buồn chán và không vui.  Hoàng nữ dường như lại trải qua một cơn trầm cảm khác và lại tiếp tục chế độ ăn kiêng khắc nghiệt. Chứng rối loạn ăn uống của Viktoria trở nên trầm trọng đến mức các thành viên trong gia đình lại lo lắng cho cô. Hoàng nữ. Năm 1893, Viktoria được điều trị bệnh thiếu máu ở Hessen.
Từ năm 1895 đến năm 1897, Adolf là nhiếp chính của Thân vương quốc Lippe trong hai năm đầu trị vì của Alexander I xứ Lippe, người bị thiểu năng trí tuệ. Viktoria và Adolf đến thủ đô của Lippe là Detmold vào ngày 4 tháng 5 năm 1895 và ở đó cho đến khi thời kỳ nhiếp chính của Adolf kết thúc. Trong thời gian này, Viktoria đảm nhận những trách nhiệm mới với tư cách là vợ của nhiếp chính, và sức khỏe tâm thần của Viktoria cũng được cải thiện theo đó. Nữ vương Victoria rất buồn khi vào tháng 9 năm 1895, Adolf yêu cầu Viktoria kết thúc chuyến thăm người mẹ góa bụa của mình là Thái hậu Victoria. Adolf sau đó đã chuyển giao chức vụ nhiếp chính mặc dù đã được vị Thân vương tiền nhiệm nói rằng Adolf là người kế vị.
Năm 1898, mẹ của Viktoria được chẩn đoán mắc bệnh ung thư vú và ung thư đã lan đến cột sống khiến cho Thái hậu Victoria trở nên suy yếu. Viktoria bị té khỏi xe ngựa vào năm 1901 khi đang lái xe ở Bonn nhưng không bị thương nặng. Năm đó, trong khoảng thời gian giữa cái chết của bà ngoại và mẹ, Viktoria đã tổ chức sinh nhật lần thứ 35 cùng gia đình tại Friedrichshof. Vương nữ Vương thất Victoria qua đời vào ngày 5 tháng 8 năm 1901 và được chôn cất bên cạnh chồng.

## Cuộc sống sau này

### Góa phụ và Thế chiến thứ nhất

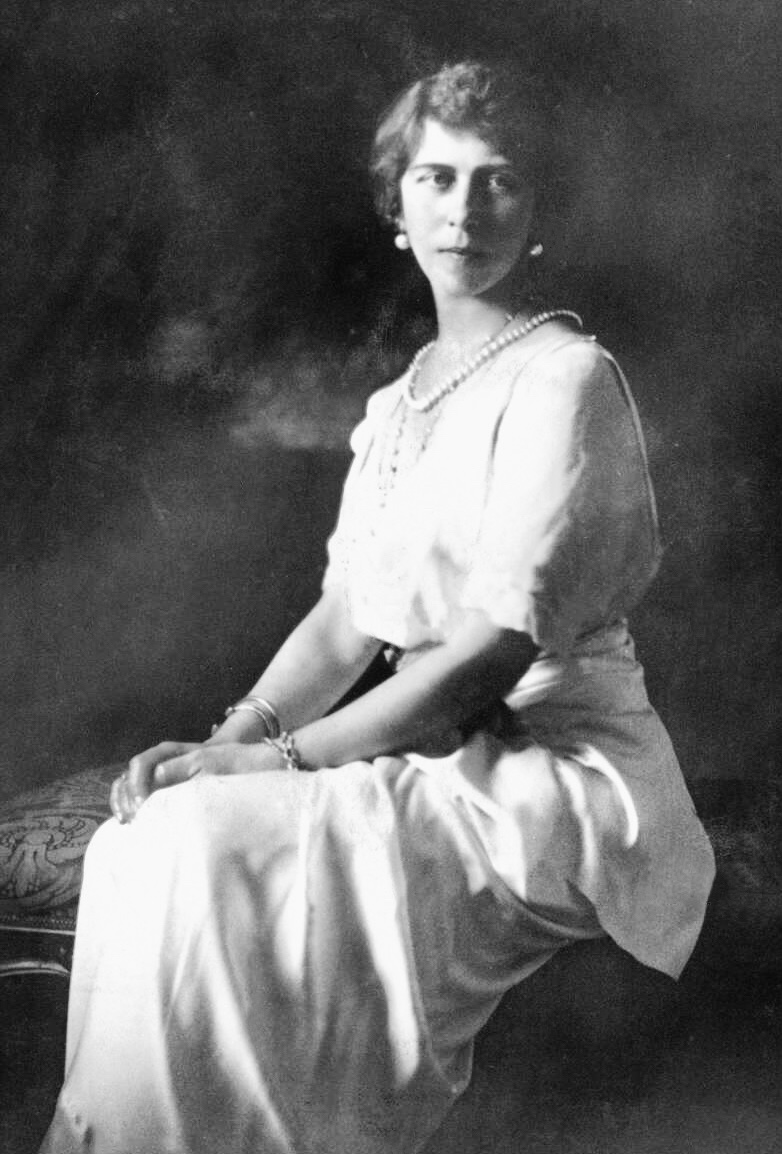
Viktoria của Phổ vào khoảng năm 1915.

Năm 1914, Đức tham gia Chiến tranh thế giới thứ nhất. Đối với Viktoria, người rất yêu quý quê hương Anh của mẹ, cuộc chiến khiến Viktoria căng thẳng gấp đôi. Mặc dù là em gái của Hoàng đế nước Đức nhưng Viktoria rất thông cảm với lý tưởng của người Anh. Năm 1915, Viktoria, 49 tuổi, "nhưng rất giàu có và trẻ trung" rời Berlin và chuyển đến một lâu đài "được trang bị nội thất sang trọng" ở Bonn. Những năm tháng chiến tranh đã khiến cuộc đời Viktoria rơi vào tình trạng hỗn loạn: Adolf qua đời vào tháng 7 năm 1916, sau gần ba mươi năm chung sống; cũng trong năm này, em rể của Viktoria là Konstantinos I của Hy Lạp, chồng em gái Sophie của Phổ bị phế truất khỏi ngai vàng Hy Lạp; và vào năm 1918, anh trai của Hoàng nữ là Wilhelm II bị buộc phải thoái vị và các quý tộc cũng như vương thất Đức bị mất tước hiệu dưới thời Cộng hòa Weimar mới. Sau chiến tranh, Viktoria gặp lại người cháu họ của mình là Quốc vương George VI tương lai của Liên hiệp Anh và bày tỏ mong muốn rằng mọi người "sẽ sớm trở lại là bạn bè" nhưng George đã nói với người bác họ rằng điều này khó có thể xảy ra trong nhiều năm tới, và "bác ấy (Viktoria) càng sớm biết về sự cay nghiệt và nơi đây dành cho quê hương của bác ấy thì càng tốt hơn".
Sau cái chết của Adolf, Viktoria xin phép anh trai Wilhelm II kết hôn với một trong những cháu trai của Adolf nhưng bị từ chối. Sau chiến tranh, dù không mất nhà nhưng tài chính của Viktoria bắt đầu cạn kiệt. Vào giữa thập niên 1920, Hoàng nữ được trả tiền để viết hồi ký về cuộc đời mình. Cuốn hồi ký của Viktoria được xuất bản vào năm 1929.

### Cuộc hôn nhân thứ hai
Năm 1927, Viktoria tổ chức một bữa tiệc dành cho các sinh viên đại học tại lâu đài của Hoàng nữ ở Bonn. Một trong những sinh viên tham dự là Aleksandr Anatolyevich Zubkov, một người Nga nhập cư đang theo học luật tại Đại học Bonn. Zoubkov nói với Viktoria rằng mình đã chạy trốn khỏi Cuộc cách mạng Nga và từng là một nam tước. Say mê chàng sinh viên kém 35 tuổi, Viktoria đã tặng cho Aleksandr Zoubkov những món quà xa xỉ và Aleksandr Zoubkov đã ngỏ lời cầu hôn Viktoria. Vì kết hôn mà không xin phép cựu Hoàng Wilhelm II, Viktoria đã từ bỏ tước hiệu của mình và kết hôn với Zoubkov trước tiên tại tòa thị chính ở Bonn, sau đó trong một buổi lễ theo nghi thức Chính thống Hy Lạp mà không ai trong gia đình Viktoria tham dự. Cặp đôi kết hôn vào ngày 19 tháng 11 năm 1927, vốn sẽ là ngày kỷ niệm 37 năm ngày cưới của Viktoria và Adolf. Viktoria đeo chiếc mạng che mặt cô dâu bằng ren mà Vương nữ Vương thất Victoria đã đeo vào năm 1858. Lúc hai người kết hôn, Viktoria đã 61 tuổi, trong khi Aleksandr chỉ mới 27 tuổi. Hai người mới quen nhau được hai tháng và đám cưới của họ là một vụ bê bối của hoàng gia vương thất và xã hội.

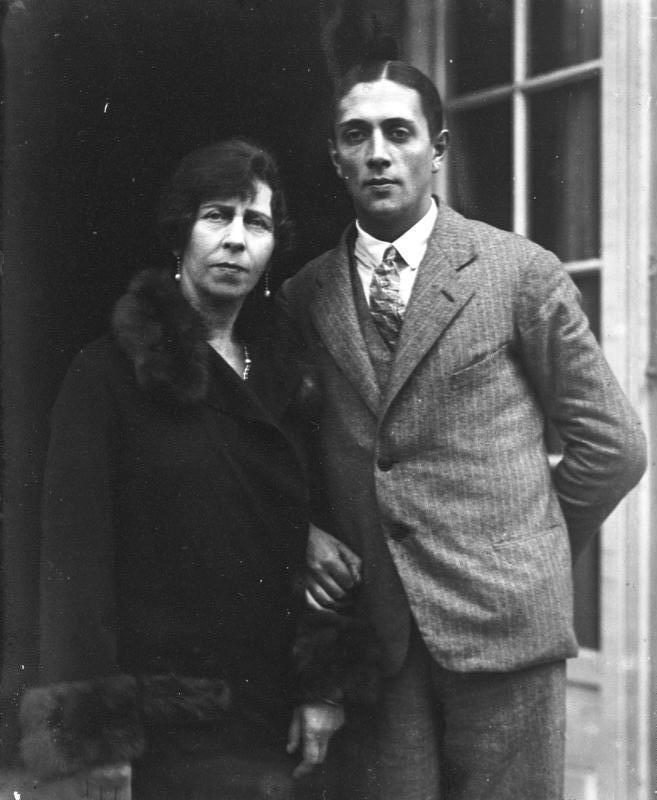
Viktoria của Phổ với người chồng thứ hai là Alexander Zoubkov năm 1927.

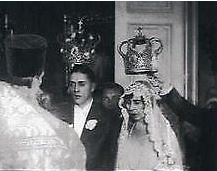
Đám cưới của Viktoria của Phổ và Aleksandr Zoubkov.

Ngay sau đám cưới, Aleksandr Zoubkov, người mà Viktoria gọi là "Sascha", bắt đầu tiêu xài một lượng lớn tài sản đang ngày càng cạn kiệt của vợ. Những rắc rối tài chính của Aleksandr, kết hợp với các hành vi sai trái nơi công cộng, đã dẫn đến việc Aleksandr bị trục xuất khỏi Đức không lâu sau đó. Aleksandr đến Luxembourg và làm bồi bàn tại đây và nhà hàng nơi Aleksandr làm việc đã quảng bá bằng một tấm biển có nội dung: "Em rể của Hoàng đế đang phục vụ cho bạn ở đây". Mặc dù ban đầu Viktoria đã đứng về phía chồng mình nhưng vào năm 1928, Viktoria đã ly thân với Aleksandr vì những việc làm ngu ngốc quá mức của chồng.
Những khó khăn về tài chính cuối cùng đã ập đến với Viktoria và Hoàng nữ đã buộc phải bán đấu giá gần như toàn bộ vật sở hữu mà mình có. Cuộc mua bán được thực hiện bởi M. Lempertz, một nhà đấu giá ở Cologne và thu hút ít sự quan tâm hơn nhiều so với dự đoán, và ước tính rằng số tiền thu được sẽ chỉ đủ trả một phần ba tổng số nợ của Viktoria (được ghi nhận là 900.000 đồng mark, tương đương với 45.000 bảng Anh). Viktoria do đó buộc phải chuyển đến một căn phòng thuê một phòng đơn ở ngoại ô Bonn. Cùng năm đó, Viktoria gây ra một vụ bê bối khác khi đệ đơn ly hôn với Aleksandr Zoubkov sau chưa đầy hai năm chung sống với lý do là hành vi của chồng đã dẫn đến việc Aleksandr bị trục xuất khỏi Đức, không thể ở bên cạnh Viktoria và "mối quan hệ vợ chồng không hề tồn tại".
Trước khi Viktoria có thể ly hôn chồng, hoặc các anh chị em của Viktoria có thể bị tiêu hủy cuộc hôn nhân của Viktoria, Viktoria đã bị sốt và được đưa đến Bệnh viện Thánh Franz ở Bonn, nơi Hoàng nữ được chẩn đoán mắc bệnh viêm phổi. Vài giờ trước khi qua đời, anh trai Wilhelm II và em gái Margarethe đã cố gắng gặp mặt Viktoria nhưng không được phép. Viktoria qua đời vào ngày 13 tháng 11 năm 1929 tại Bonn. Những thành viên trong gia đình có mặt tại đám tang của Viktoria chỉ có em gái Margarethe của Phổ, chị dâu cũng như là em họ Irene của Hessen và Rhein và cháu trai Adalbert của Phổ, người đã đặt vòng hoa lên mộ của Viktoria thay mặt cho cha mình là cựu hoàng Wilhelm II. Hoàng nữ được chôn cất tại Lâu đài Friedrichshof, nơi ở của em gái Margarethe, thọ 63 tuổi.

## Lưu trữ
Những bức thư của Viktoria gửi cho em gái Margarethe được bảo quản trong Kho lưu trữ của Vương tộc Hessen, tại Cung điện Fasanerie ở Eichenzell, Đức.

## Tước hiệu và kính xưng
- 12 tháng 4 năm 1866 – 9 tháng 3 năm 1888: Her Royal Highness The Princess Viktoria of Prussia[30] (Vương tôn nữ Viktoria của Phổ Điện hạ)
- 9 tháng 3 năm 1886 – 19 tháng 11 năm 1890: Her Royal Highness The Princess Viktoria of Prussia (Vương nữ Viktoria của Phổ Điện hạ)
- 19 tháng 11 năm 1890 – 9 tháng 7 năm 1927: Her Royal Highness The Princess Adolf of Schaumburg-Lippe[31] (Thân vương tử phi Adolf xứ Schaumburg-Lippe Điện hạ)
- 9 tháng 7 năm 1927 – 13 tháng 11 năm 1929: Mrs. Viktoria Zoubkov[n] (Bà Viktoria Zoubkov)

## Gia phả
| \| \| \| \| \| \| \| \| \| \| \| \| \| \| 16. Friedrich Wilhelm II của Phổ \| \| \| \| \| \| \| \| \| \| \| \| \| \| \| \| \| \| \| \| \| \| \| \| \| \| \| \| \| \| \| \| \| \| \| \| \| \| \| \| \| \| \| \| \| \| \| \| \| \| \| \| \| \| \| \| \| \| \| \| 8. Friedrich Wilhelm III của Phổ[32] \| \| \| \| \| \| \| \| \| \| \| \| \| \| \| \| \| \| \| \| \| \| \| \| \| \| \| \| \| \| \| \| \| \| \| \| \| \| \| \| \| \| \| \| \| \| \| \| \| \| \| \| \| \| \| \| \| \| \| \| \| \| \| \| \| \| \| \| \| \| \| \| 17. Friederike Luise xứ Hessen-Darmstadt \| \| \| \| \| \| \| \| \| \| \| \| \| \| \| \| \| \| \| \| \| \| \| \| \| \| \| \| \| \| \| \| \| \| \| \| \| \| \| \| \| \| \| \| \| \| \| \| \| \| \| \| \| \| \| \| \| \| \| \| \| \| \| \| \| \| \| \| \| \| \| \| 4. Wilhelm I của Đức[33] \| \| \| \| \| \| \| \| \| \| \| \| \| \| \| \| \| \| \| \| \| \| \| \| \| \| \| \| \| \| \| \| \| \| \| \| \| \| \| \| \| \| \| \| \| \| \| \| \| \| \| \| \| \| \| \| \| \| \| \| \| \| \| \| \| \| \| \| \| \| \| \| 18. Karl II xứ Mecklenburg \| \| \| \| \| \| \| \| \| \| \| \| \| \| \| \| \| \| \| \| \| \| \| \| \| \| \| \| \| \| \| \| \| \| \| \| \| \| \| \| \| \| \| \| \| \| \| \| \| \| \| \| \| \| \| \| \| \| \| \| \| \| \| \| \| \| \| \| \| \| \| \| 9. Luise xứ Mecklenburg-Strelitz[32] \| \| \| \| \| \| \| \| \| \| \| \| \| \| \| \| \| \| \| \| \| \| \| \| \| \| \| \| \| \| \| \| \| \| \| \| \| \| \| \| \| \| \| \| \| \| \| \| \| \| \| \| \| \| \| \| \| \| \| \| \| \| \| \| \| \| \| \| \| \| \| \| 19. Friderike Caroline Luise xứ Hessen-Darmstadt \| \| \| \| \| \| \| \| \| \| \| \| \| \| \| \| \| \| \| \| \| \| \| \| \| \| \| \| \| \| \| \| \| \| \| \| \| \| \| \| \| \| \| \| \| \| \| \| \| \| \| \| \| \| \| \| \| \| \| \| \| \| \| \| \| \| \| \| \| \| \| \| 2. Friedrich III của Đức \| \| \| \| \| \| \| \| \| \| \| \| \| \| \| \| \| \| \| \| \| \| \| \| \| \| \| \| \| \| \| \| \| \| \| \| \| \| \| \| \| \| \| \| \| \| \| \| \| \| \| \| \| \| \| \| \| \| \| \| \| \| \| \| \| \| \| \| \| \| \| \| 20. Carl August xứ Sachsen-Weimar-Eisenach \| \| \| \| \| \| \| \| \| \| \| \| \| \| \| \| \| \| \| \| \| \| \| \| \| \| \| \| \| \| \| \| \| \| \| \| \| \| \| \| \| \| \| \| \| \| \| \| \| \| \| \| \| \| \| \| \| \| \| \| \| \| \| \| \| \| \| \| \| \| \| \| 10. Carl Friedrich xứ Sachsen-Weimar-Eisenach[34] \| \| \| \| \| \| \| \| \| \| \| \| \| \| \| \| \| \| \| \| \| \| \| \| \| \| \| \| \| \| \| \| \| \| \| \| \| \| \| \| \| \| \| \| \| \| \| \| \| \| \| \| \| \| \| \| \| \| \| \| \| \| \| \| \| \| \| \| \| \| \| \| 21. Luise xứ Hessen-Darmstadt \| \| \| \| \| \| \| \| \| \| \| \| \| \| \| \| \| \| \| \| \| \| \| \| \| \| \| \| \| \| \| \| \| \| \| \| \| \| \| \| \| \| \| \| \| \| \| \| \| \| \| \| \| \| \| \| \| \| \| \| \| \| \| \| \| \| \| \| \| \| \| \| 5. Augusta của Sachsen-Weimar-Eisenach[33] \| \| \| \| \| \| \| \| \| \| \| \| \| \| \| \| \| \| \| \| \| \| \| \| \| \| \| \| \| \| \| \| \| \| \| \| \| \| \| \| \| \| \| \| \| \| \| \| \| \| \| \| \| \| \| \| \| \| \| \| \| \| \| \| \| \| \| \| \| \| \| \| 22. Pavel I của Nga \| \| \| \| \| \| \| \| \| \| \| \| \| \| \| \| \| \| \| \| \| \| \| \| \| \| \| \| \| \| \| \| \| \| \| \| \| \| \| \| \| \| \| \| \| \| \| \| \| \| \| \| \| \| \| \| \| \| \| \| \| \| \| \| \| \| \| \| \| \| \| \| 11. Mariya Pavlovna của Nga[34] \| \| \| \| \| \| \| \| \| \| \| \| \| \| \| \| \| \| \| \| \| \| \| \| \| \| \| \| \| \| \| \| \| \| \| \| \| \| \| \| \| \| \| \| \| \| \| \| \| \| \| \| \| \| \| \| \| \| \| \| \| \| \| \| \| \| \| \| \| \| \| \| 23. Sophie Dorothee xứ Württemberg \| \| \| \| \| \| \| \| \| \| \| \| \| \| \| \| \| \| \| \| \| \| \| \| \| \| \| \| \| \| \| \| \| \| \| \| \| \| \| \| \| \| \| \| \| \| \| \| \| \| \| \| \| \| \| \| \| \| \| \| \| \| \| \| \| \| \| \| \| \| \| \| 1. Viktoria của Phổ \| \| \| \| \| \| \| \| \| \| \| \| \| \| \| \| \| \| \| \| \| \| \| \| \| \| \| \| \| \| \| \| \| \| \| \| \| \| \| \| \| \| \| \| \| \| \| \| \| \| \| \| \| \| \| \| \| \| \| \| \| \| \| \| \| \| \| \| \| \| \| \| 24. George III của Liên hiệp Anh \| \| \| \| \| \| \| \| \| \| \| \| \| \| \| \| \| \| \| \| \| \| \| \| \| \| \| \| \| \| \| \| \| \| \| \| \| \| \| \| \| \| \| \| \| \| \| \| \| \| \| \| \| \| \| \| \| \| \| \| \| \| \| \| \| \| \| \| \| \| \| \| 12. Edward của Liên hiệp Anh và Hannover[35] \| \| \| \| \| \| \| \| \| \| \| \| \| \| \| \| \| \| \| \| \| \| \| \| \| \| \| \| \| \| \| \| \| \| \| \| \| \| \| \| \| \| \| \| \| \| \| \| \| \| \| \| \| \| \| \| \| \| \| \| \| \| \| \| \| \| \| \| \| \| \| \| 25. Charlotte xứ Mecklenburg-Strelitz \| \| \| \| \| \| \| \| \| \| \| \| \| \| \| \| \| \| \| \| \| \| \| \| \| \| \| \| \| \| \| \| \| \| \| \| \| \| \| \| \| \| \| \| \| \| \| \| \| \| \| \| \| \| \| \| \| \| \| \| \| \| \| \| \| \| \| \| \| \| \| \| 6. Victoria I của Liên hiệp Anh[35] \| \| \| \| \| \| \| \| \| \| \| \| \| \| \| \| \| \| \| \| \| \| \| \| \| \| \| \| \| \| \| \| \| \| \| \| \| \| \| \| \| \| \| \| \| \| \| \| \| \| \| \| \| \| \| \| \| \| \| \| \| \| \| \| \| \| \| \| \| \| \| \| 26. Franz I xứ Sachsen-Coburg-Saalfeld (= 28) \| \| \| \| \| \| \| \| \| \| \| \| \| \| \| \| \| \| \| \| \| \| \| \| \| \| \| \| \| \| \| \| \| \| \| \| \| \| \| \| \| \| \| \| \| \| \| \| \| \| \| \| \| \| \| \| \| \| \| \| \| \| \| \| \| \| \| \| \| \| \| \| 13. Victoire xứ Sachsen-Coburg-Saalfeld[35] \| \| \| \| \| \| \| \| \| \| \| \| \| \| \| \| \| \| \| \| \| \| \| \| \| \| \| \| \| \| \| \| \| \| \| \| \| \| \| \| \| \| \| \| \| \| \| \| \| \| \| \| \| \| \| \| \| \| \| \| \| \| \| \| \| \| \| \| \| \| \| \| 27. Auguste Reuß xứ Ebersdorf (= 29) \| \| \| \| \| \| \| \| \| \| \| \| \| \| \| \| \| \| \| \| \| \| \| \| \| \| \| \| \| \| \| \| \| \| \| \| \| \| \| \| \| \| \| \| \| \| \| \| \| \| \| \| \| \| \| \| \| \| \| \| \| \| \| \| \| \| \| \| \| \| \| \| 3. Victoria Adelaide của Liên hiệp Anh \| \| \| \| \| \| \| \| \| \| \| \| \| \| \| \| \| \| \| \| \| \| \| \| \| \| \| \| \| \| \| \| \| \| \| \| \| \| \| \| \| \| \| \| \| \| \| \| \| \| \| \| \| \| \| \| \| \| \| \| \| \| \| \| \| \| \| \| \| \| \| \| 28. Franz I xứ Sachsen-Coburg-Saalfeld (= 26) \| \| \| \| \| \| \| \| \| \| \| \| \| \| \| \| \| \| \| \| \| \| \| \| \| \| \| \| \| \| \| \| \| \| \| \| \| \| \| \| \| \| \| \| \| \| \| \| \| \| \| \| \| \| \| \| \| \| \| \| \| \| \| \| \| \| \| \| \| \| \| \| 14. Ernst I xứ Sachsen-Coburg và Gotha[35] \| \| \| \| \| \| \| \| \| \| \| \| \| \| \| \| \| \| \| \| \| \| \| \| \| \| \| \| \| \| \| \| \| \| \| \| \| \| \| \| \| \| \| \| \| \| \| \| \| \| \| \| \| \| \| \| \| \| \| \| \| \| \| \| \| \| \| \| \| \| \| \| 29. Auguste Reuß xứ Ebersdorf (= 27) \| \| \| \| \| \| \| \| \| \| \| \| \| \| \| \| \| \| \| \| \| \| \| \| \| \| \| \| \| \| \| \| \| \| \| \| \| \| \| \| \| \| \| \| \| \| \| \| \| \| \| \| \| \| \| \| \| \| \| \| \| \| \| \| \| \| \| \| \| \| \| \| 7. Albrecht xứ Sachsen-Coburg và Gotha[35] \| \| \| \| \| \| \| \| \| \| \| \| \| \| \| \| \| \| \| \| \| \| \| \| \| \| \| \| \| \| \| \| \| \| \| \| \| \| \| \| \| \| \| \| \| \| \| \| \| \| \| \| \| \| \| \| \| \| \| \| \| \| \| \| \| \| \| \| \| \| \| \| 30. August I xứ Sachsen-Gotha-Altenburg \| \| \| \| \| \| \| \| \| \| \| \| \| \| \| \| \| \| \| \| \| \| \| \| \| \| \| \| \| \| \| \| \| \| \| \| \| \| \| \| \| \| \| \| \| \| \| \| \| \| \| \| \| \| \| \| \| \| \| \| \| \| \| \| \| \| \| \| \| \| \| \| 15. Luise Pauline xứ Sachsen-Gotha-Altenburg[35] \| \| \| \| \| \| \| \| \| \| \| \| \| \| \| \| \| \| \| \| \| \| \| \| \| \| \| \| \| \| \| \| \| \| \| \| \| \| \| \| \| \| \| \| \| \| \| \| \| \| \| \| \| \| \| \| \| \| \| \| \| \| \| \| \| \| \| \| \| \| \| \| 31. Luise Charlotte xứ Mecklenburg-Schwerin \| \| \| \| \| \| \| \| \| \| \| \| \| \| \| \| \| \| \| \| \| \| \| \| \| \| \| \| \| \| \| \| \| \| \| \| \| \| \| \| \| \| \| \| \| \| \| \| \| \| \| \| |                                                  |  |  |  |  |  |  |  |  |  |  |  |                                  |  |  |  |
| |                                                  |  |  |  |  |  |  |  |  |  |  |  | 16. Friedrich Wilhelm II của Phổ |  |  |  |
| |                                                  |  |  |  |  |  |  |  |  |  |  |  |                                  |  |  |  |
| |                                                  |  |  |  |  |  |  |  |  |  |  |  |                                  |  |  |  |
| |                                                  |  |  |  |  |  |  |  |  |  |  |  |                                  |  |  |  |
| | 8. Friedrich Wilhelm III của Phổ                 |  |  |  |  |  |  |  |  |  |  |  |                                  |  |  |  |
| |                                                  |  |  |  |  |  |  |  |  |  |  |  |                                  |  |  |  |
| |                                                  |  |  |  |  |  |  |  |  |  |  |  |                                  |  |  |  |
| |                                                  |  |  |  |  |  |  |  |  |  |  |  |                                  |  |  |  |
| | 17. Friederike Luise xứ Hessen-Darmstadt         |  |  |  |  |  |  |  |  |  |  |  |                                  |  |  |  |
| |                                                  |  |  |  |  |  |  |  |  |  |  |  |                                  |  |  |  |
| |                                                  |  |  |  |  |  |  |  |  |  |  |  |                                  |  |  |  |
| |                                                  |  |  |  |  |  |  |  |  |  |  |  |                                  |  |  |  |
| | 4. Wilhelm I của Đức                             |  |  |  |  |  |  |  |  |  |  |  |                                  |  |  |  |
| |                                                  |  |  |  |  |  |  |  |  |  |  |  |                                  |  |  |  |
| |                                                  |  |  |  |  |  |  |  |  |  |  |  |                                  |  |  |  |
| |                                                  |  |  |  |  |  |  |  |  |  |  |  |                                  |  |  |  |
| | 18. Karl II xứ Mecklenburg                       |  |  |  |  |  |  |  |  |  |  |  |                                  |  |  |  |
| |                                                  |  |  |  |  |  |  |  |  |  |  |  |                                  |  |  |  |
| |                                                  |  |  |  |  |  |  |  |  |  |  |  |                                  |  |  |  |
| |                                                  |  |  |  |  |  |  |  |  |  |  |  |                                  |  |  |  |
| | 9. Luise xứ Mecklenburg-Strelitz                 |  |  |  |  |  |  |  |  |  |  |  |                                  |  |  |  |
| |                                                  |  |  |  |  |  |  |  |  |  |  |  |                                  |  |  |  |
| |                                                  |  |  |  |  |  |  |  |  |  |  |  |                                  |  |  |  |
| |                                                  |  |  |  |  |  |  |  |  |  |  |  |                                  |  |  |  |
| | 19. Friderike Caroline Luise xứ Hessen-Darmstadt |  |  |  |  |  |  |  |  |  |  |  |                                  |  |  |  |
| |                                                  |  |  |  |  |  |  |  |  |  |  |  |                                  |  |  |  |
| |                                                  |  |  |  |  |  |  |  |  |  |  |  |                                  |  |  |  |
| |                                                  |  |  |  |  |  |  |  |  |  |  |  |                                  |  |  |  |
| | 2. Friedrich III của Đức                         |  |  |  |  |  |  |  |  |  |  |  |                                  |  |  |  |
| |                                                  |  |  |  |  |  |  |  |  |  |  |  |                                  |  |  |  |
| |                                                  |  |  |  |  |  |  |  |  |  |  |  |                                  |  |  |  |
| |                                                  |  |  |  |  |  |  |  |  |  |  |  |                                  |  |  |  |
| | 20. Carl August xứ Sachsen-Weimar-Eisenach       |  |  |  |  |  |  |  |  |  |  |  |                                  |  |  |  |
| |                                                  |  |  |  |  |  |  |  |  |  |  |  |                                  |  |  |  |
| |                                                  |  |  |  |  |  |  |  |  |  |  |  |                                  |  |  |  |
| |                                                  |  |  |  |  |  |  |  |  |  |  |  |                                  |  |  |  |
| | 10. Carl Friedrich xứ Sachsen-Weimar-Eisenach    |  |  |  |  |  |  |  |  |  |  |  |                                  |  |  |  |
| |                                                  |  |  |  |  |  |  |  |  |  |  |  |                                  |  |  |  |
| |                                                  |  |  |  |  |  |  |  |  |  |  |  |                                  |  |  |  |
| |                                                  |  |  |  |  |  |  |  |  |  |  |  |                                  |  |  |  |
| | 21. Luise xứ Hessen-Darmstadt                    |  |  |  |  |  |  |  |  |  |  |  |                                  |  |  |  |
| |                                                  |  |  |  |  |  |  |  |  |  |  |  |                                  |  |  |  |
| |                                                  |  |  |  |  |  |  |  |  |  |  |  |                                  |  |  |  |
| |                                                  |  |  |  |  |  |  |  |  |  |  |  |                                  |  |  |  |
| | 5. Augusta của Sachsen-Weimar-Eisenach           |  |  |  |  |  |  |  |  |  |  |  |                                  |  |  |  |
| |                                                  |  |  |  |  |  |  |  |  |  |  |  |                                  |  |  |  |
| |                                                  |  |  |  |  |  |  |  |  |  |  |  |                                  |  |  |  |
| |                                                  |  |  |  |  |  |  |  |  |  |  |  |                                  |  |  |  |
| | 22. Pavel I của Nga                              |  |  |  |  |  |  |  |  |  |  |  |                                  |  |  |  |
| |                                                  |  |  |  |  |  |  |  |  |  |  |  |                                  |  |  |  |
| |                                                  |  |  |  |  |  |  |  |  |  |  |  |                                  |  |  |  |
| |                                                  |  |  |  |  |  |  |  |  |  |  |  |                                  |  |  |  |
| | 11. Mariya Pavlovna của Nga                      |  |  |  |  |  |  |  |  |  |  |  |                                  |  |  |  |
| |                                                  |  |  |  |  |  |  |  |  |  |  |  |                                  |  |  |  |
| |                                                  |  |  |  |  |  |  |  |  |  |  |  |                                  |  |  |  |
| |                                                  |  |  |  |  |  |  |  |  |  |  |  |                                  |  |  |  |
| | 23. Sophie Dorothee xứ Württemberg               |  |  |  |  |  |  |  |  |  |  |  |                                  |  |  |  |
| |                                                  |  |  |  |  |  |  |  |  |  |  |  |                                  |  |  |  |
| |                                                  |  |  |  |  |  |  |  |  |  |  |  |                                  |  |  |  |
| |                                                  |  |  |  |  |  |  |  |  |  |  |  |                                  |  |  |  |
| | 1. Viktoria của Phổ                              |  |  |  |  |  |  |  |  |  |  |  |                                  |  |  |  |
| |                                                  |  |  |  |  |  |  |  |  |  |  |  |                                  |  |  |  |
| |                                                  |  |  |  |  |  |  |  |  |  |  |  |                                  |  |  |  |
| |                                                  |  |  |  |  |  |  |  |  |  |  |  |                                  |  |  |  |
| | 24. George III của Liên hiệp Anh                 |  |  |  |  |  |  |  |  |  |  |  |                                  |  |  |  |
| |                                                  |  |  |  |  |  |  |  |  |  |  |  |                                  |  |  |  |
| |                                                  |  |  |  |  |  |  |  |  |  |  |  |                                  |  |  |  |
| |                                                  |  |  |  |  |  |  |  |  |  |  |  |                                  |  |  |  |
| | 12. Edward của Liên hiệp Anh và Hannover         |  |  |  |  |  |  |  |  |  |  |  |                                  |  |  |  |
| |                                                  |  |  |  |  |  |  |  |  |  |  |  |                                  |  |  |  |
| |                                                  |  |  |  |  |  |  |  |  |  |  |  |                                  |  |  |  |
| |                                                  |  |  |  |  |  |  |  |  |  |  |  |                                  |  |  |  |
| | 25. Charlotte xứ Mecklenburg-Strelitz            |  |  |  |  |  |  |  |  |  |  |  |                                  |  |  |  |
| |                                                  |  |  |  |  |  |  |  |  |  |  |  |                                  |  |  |  |
| |                                                  |  |  |  |  |  |  |  |  |  |  |  |                                  |  |  |  |
| |                                                  |  |  |  |  |  |  |  |  |  |  |  |                                  |  |  |  |
| | 6. Victoria I của Liên hiệp Anh                  |  |  |  |  |  |  |  |  |  |  |  |                                  |  |  |  |
| |                                                  |  |  |  |  |  |  |  |  |  |  |  |                                  |  |  |  |
| |                                                  |  |  |  |  |  |  |  |  |  |  |  |                                  |  |  |  |
| |                                                  |  |  |  |  |  |  |  |  |  |  |  |                                  |  |  |  |
| | 26. Franz I xứ Sachsen-Coburg-Saalfeld (= 28)    |  |  |  |  |  |  |  |  |  |  |  |                                  |  |  |  |
| |                                                  |  |  |  |  |  |  |  |  |  |  |  |                                  |  |  |  |
| |                                                  |  |  |  |  |  |  |  |  |  |  |  |                                  |  |  |  |
| |                                                  |  |  |  |  |  |  |  |  |  |  |  |                                  |  |  |  |
| | 13. Victoire xứ Sachsen-Coburg-Saalfeld          |  |  |  |  |  |  |  |  |  |  |  |                                  |  |  |  |
| |                                                  |  |  |  |  |  |  |  |  |  |  |  |                                  |  |  |  |
| |                                                  |  |  |  |  |  |  |  |  |  |  |  |                                  |  |  |  |
| |                                                  |  |  |  |  |  |  |  |  |  |  |  |                                  |  |  |  |
| | 27. Auguste Reuß xứ Ebersdorf (= 29)             |  |  |  |  |  |  |  |  |  |  |  |                                  |  |  |  |
| |                                                  |  |  |  |  |  |  |  |  |  |  |  |                                  |  |  |  |
| |                                                  |  |  |  |  |  |  |  |  |  |  |  |                                  |  |  |  |
| |                                                  |  |  |  |  |  |  |  |  |  |  |  |                                  |  |  |  |
| | 3. Victoria Adelaide của Liên hiệp Anh           |  |  |  |  |  |  |  |  |  |  |  |                                  |  |  |  |
| |                                                  |  |  |  |  |  |  |  |  |  |  |  |                                  |  |  |  |
| |                                                  |  |  |  |  |  |  |  |  |  |  |  |                                  |  |  |  |
| |                                                  |  |  |  |  |  |  |  |  |  |  |  |                                  |  |  |  |
| | 28. Franz I xứ Sachsen-Coburg-Saalfeld (= 26)    |  |  |  |  |  |  |  |  |  |  |  |                                  |  |  |  |
| |                                                  |  |  |  |  |  |  |  |  |  |  |  |                                  |  |  |  |
| |                                                  |  |  |  |  |  |  |  |  |  |  |  |                                  |  |  |  |
| |                                                  |  |  |  |  |  |  |  |  |  |  |  |                                  |  |  |  |
| | 14. Ernst I xứ Sachsen-Coburg và Gotha           |  |  |  |  |  |  |  |  |  |  |  |                                  |  |  |  |
| |                                                  |  |  |  |  |  |  |  |  |  |  |  |                                  |  |  |  |
| |                                                  |  |  |  |  |  |  |  |  |  |  |  |                                  |  |  |  |
| |                                                  |  |  |  |  |  |  |  |  |  |  |  |                                  |  |  |  |
| | 29. Auguste Reuß xứ Ebersdorf (= 27)             |  |  |  |  |  |  |  |  |  |  |  |                                  |  |  |  |
| |                                                  |  |  |  |  |  |  |  |  |  |  |  |                                  |  |  |  |
| |                                                  |  |  |  |  |  |  |  |  |  |  |  |                                  |  |  |  |
| |                                                  |  |  |  |  |  |  |  |  |  |  |  |                                  |  |  |  |
| | 7. Albrecht xứ Sachsen-Coburg và Gotha           |  |  |  |  |  |  |  |  |  |  |  |                                  |  |  |  |
| |                                                  |  |  |  |  |  |  |  |  |  |  |  |                                  |  |  |  |
| |                                                  |  |  |  |  |  |  |  |  |  |  |  |                                  |  |  |  |
| |                                                  |  |  |  |  |  |  |  |  |  |  |  |                                  |  |  |  |
| | 30. August I xứ Sachsen-Gotha-Altenburg          |  |  |  |  |  |  |  |  |  |  |  |                                  |  |  |  |
| |                                                  |  |  |  |  |  |  |  |  |  |  |  |                                  |  |  |  |
| |                                                  |  |  |  |  |  |  |  |  |  |  |  |                                  |  |  |  |
| |                                                  |  |  |  |  |  |  |  |  |  |  |  |                                  |  |  |  |
| | 15. Luise Pauline xứ Sachsen-Gotha-Altenburg     |  |  |  |  |  |  |  |  |  |  |  |                                  |  |  |  |
| |                                                  |  |  |  |  |  |  |  |  |  |  |  |                                  |  |  |  |
| |                                                  |  |  |  |  |  |  |  |  |  |  |  |                                  |  |  |  |
| |                                                  |  |  |  |  |  |  |  |  |  |  |  |                                  |  |  |  |
| | 31. Luise Charlotte xứ Mecklenburg-Schwerin      |  |  |  |  |  |  |  |  |  |  |  |                                  |  |  |  |
| |                                                  |  |  |  |  |  |  |  |  |  |  |  |                                  |  |  |  |
| |                                                  |  |  |  |  |  |  |  |  |  |  |  |                                  |  |  |  |